# Kategorie endofunktorů
Kategorie endofunktorů je v teorii typů kategorie endofunktorů nad typy, kde morfismy jsou přirozené transformace. Jedná se o monoidální kategorii, kde jednotka je funktor identity a tenzorový součin je skládání funktorů.
Monoidy v této kategorii odpovídají ve funkcionálním programování monádám.